# Spoltore
Spoltore est une commune de la province de Pescara, dans la région Abruzzes, en Italie.

## Administration
| Période                                  | Période  | Identité        | Étiquette     | Qualité |
| ---------------------------------------- | -------- | --------------- | ------------- | ------- |
| 28 mai 2002                              | En cours | Donato Renzetti | La Margherita |         |
| Les données manquantes sont à compléter. |          |                 |               |         |

### Hameaux
Caprara d'Abruzzo, Santa Teresa, Villa Raspa, Villa Santa Maria.

### Communes limitrophes
Cappelle sul Tavo, Cepagatti, Montesilvano, Moscufo, Pescara, Pianella, San Giovanni Teatino (CH).

## Personnage célèbre liés à la ville
- Giuseppangelo Fonzi (1768-1840), chirurgien-dentiste et prothésiste dentaire connu pour avoir amélioré les prothèses dentaires existant à son époque.